# Lindmania guianensis
Lindmania guianensis (лат. Lindmania guianensis) — растение из рода Линдмания семейства Бромелиевые (лат. Bromeliaceae) подсемейства Питкерниевые (лат. Pitcairnioideae).

## Распространение
Вид Lindmania paludosa встречается в Венесуэле, где он является эндемичным.